# Ocean Spokojny
Ocean Spokojny, Pacyfik, Ocean Wielki – największy, najgłębszy i najstarszy, obok Atlantyku, zbiornik wodny na Ziemi. Z powierzchnią równą 155,6 mln km² zajmuje 30% całej powierzchni Ziemi. Oficjalnymi równoważnymi nazwami polskimi, są Ocean Spokojny oraz Pacyfik.

## Położenie i obszar
Największą rozciągłość południkową osiąga między arktycznym Morzem Beringa a Morzem Rossa (w obrębie Oceanu Południowego) przy brzegach Antarktydy, gdzie wynosi ona aż 15,5 tys. km. Z kolei największą rozciągłość równoleżnikową ma między wybrzeżem Indonezji a Kolumbii i Peru – jest to 19,8 tys. km, czyli prawie połowa obwodu kuli ziemskiej i pięć razy więcej niż średnica Księżyca. Granicami oceanu są wybrzeża: Ameryki Północnej i Południowej na wschodzie, Azji i Australii na zachodzie oraz lody Arktyki i Antarktyki odpowiednio na północy i południu.
Pojemność oceanu szacowana jest na 764,836 mln km³, co stanowi 46% ziemskich zasobów wód. Tradycyjnie dzieli się go wzdłuż równika na części północną i południową, ale wyjątkami są tutaj wyspy Gilberta i Galapagos w całości uznawane za Południowy Pacyfik. Na tym oceanie znajdują się Rów Mariański, który osiąga głębokość 10 924 m, oraz druga co do wielkości wyspa świata Nowa Gwinea. Średnia głębokość wynosi 4280 m p.p.m.

### Granice
Granice oceanów są umowne i niejednokrotnie stanowią przedmiot dyskusji naukowców, ponieważ niełatwo je wyznaczyć – na wodzie nie ma naturalnych granic. Ogólnie przyjmuje się, że Ocean Spokojny oddzielony jest od pozostałych w następujących miejscach:
- Ocean Spokojny / Ocean Atlantycki → Przyl. Horn, Cieśn. Drake’a, do Półwyspu Antarktycznego (lub do równoleżnika 60°S, jeżeli wyróżnia się Ocean Południowy)
- Ocean Spokojny / Ocean Arktyczny (uznawany także za część Atlantyku) → Cieśn. Beringa – od Płw. Czukockiego do Płw. Seward
- Ocean Spokojny / Ocean Indyjski → Płw. Malajski, Cieśn. Malakka, północno-zachodnie wybrzeża Archipelagu Malajskiego w pobliżu wyspy Timor, do Australii, od Tasmanii (147°E) do wybrzeża Antarktydy (lub do równoleżnika 60°S, jeżeli wyróżnia się Ocean Południowy)
- Ocean Spokojny / Ocean Południowy → równoleżnik 60°S

## Morza, wyspy i rzeki

### Morza
Liczba mórz na Oceanie Spokojnym w stosunku do jego powierzchni nie jest zbyt wielka, ponieważ większa część jego obszaru to po prostu ocean, bez miejsc, w których można wyznaczyć morza. Jedynie w zachodniej części jest dość gęsta sieć mórz i zatok. Niektóre z mórz to: Tasmana, Koralowe, Banda, Jawajskie, Celebes, Południowochińskie, Wschodniochińskie, Japońskie, Ochockie oraz Beringa. Wśród zatok można wyróżnić: Tajlandzką, Karpentaria oraz na wschodzie Alaska i Kalifornijską.
Morza układu oceanicznego – Ocean Spokojny (Pacyfik):
| - Morze Balijskie - Morze Beringa - Morze Nowogwinejskie - Morze Celebes - Morze Fidżi - Morze Filipińskie - Morze Flores - Morze Halmahera - Morze Japońskie - Morze Jawajskie - Morze Koralowe | - Morze Moluckie - Morze Ochockie - Morze Południowochińskie - Morze Salomona - Morze Sawu - Morze Seram - Morze Sulu - Morze Tasmana - Morze Wewnętrzne - Morze Wschodniochińskie - Morze Żółte |

### Wyspy
Na oceanie tym znajduje się około 25 tys. wysp, czyli więcej niż na pozostałych zbiornikach wodnych razem wziętych. Duża ich część nosi nazwę Oceanii. Tradycyjnie składają się na nie:
- Polinezja – wiele wysp, należą do niej m.in.: Hawaje, Rotuma, Wyspy Midway, Samoa, Tonga, Tuvalu, Wyspy Cooka, Polinezja Francuska i Wyspa Wielkanocna
- Mikronezja – małe wyspy, zalicza się do niej: Mariany, Guam, Palau, Wyspy Marshalla, Kiribati, Nauru, Wake
- Melanezja – czarne wyspy, do której należą m.in. wyspy: Nowa Gwinea, Nowa Kaledonia, Vanuatu, Fidżi, Wyspy Salomona i Wyspy w Cieśninie Torresa
- Nowa Zelandia

Prócz tego jest wiele wysp azjatyckich, niezaliczanych do tego podziału, jak np. Wyspy Japońskie, Archipelag Filipiński, Borneo i Jawa.

### Rzeki
Do Oceanu Spokojnego wpływa niewiele wielkich rzek. Główną tego przyczyną są nadmorskie łańcuchy górskie na wybrzeżach obu Ameryk oraz Australii, stanowiące dział wodny, który kieruje większość rzek z tych kontynentów do innych oceanów. Jedynie w Azji sieć rzeczna jest bardziej rozbudowana.
Najważniejsze rzeki wpadające do Oceanu Spokojnego to (według kontynentów):
- Azja – Jangcy, Rzeka Żółta, Amur i Mekong
- Ameryka Północna – Kolumbia, Jukon.

Z pozostałych kontynentów zasilają Pacyfik tylko nieliczne, krótkie rzeki.

## Charakterystyka wód
Temperatura wód powierzchniowych Oceanu Spokojnego waha się od bliskiej zeru w okolicach podbiegunowych do ok. 30 °C w pobliżu równika. Zasolenie również zmienia się stopniowo. Woda w okolicach równika jest mniej słona (ok. 30‰), z powodu obfitych deszczów nawiedzających te rejony, od tej znajdującej się na zwrotnikach (ponad 35‰). Niższe zasolenie niż w strefie zwrotnikowej cechuje również rejony polarne, gdyż niska temperatura hamuje tam parowanie.
Wraz z głębokością temperatura wody opada do ok. 3–4 °C, przy czym nie dzieje się to stopniowo, ale skokowo (termoklina).
Cyrkulacja powierzchniowa wody w północnej części oceanu jest zgodna z ruchem wskazówek zegara, a w części południowej jest odwrotnie. Główne prądy ciepłe: Północnorównikowy i Południoworównikowy, Równikowy Prąd Wsteczny, Kuro-siwo, Północnopacyficzny, Aleucki oraz Wschodnioaustralijski. Natomiast prądy zimne to m.in.: Prąd Wiatrów Zachodnich (Antarktyczny Prąd Okołobiegunowy), jego odnoga – Prąd Zachodnioaustralijski, Prąd Kalifornijski i Oja Siwo.
Głębiej występują prądy o innej cyrkulacji, często przeciwbieżne. Na ich przebieg wpływ mają różnice temperatur i zasolenia, czyli gęstości wody.

## Ukształtowanie dna

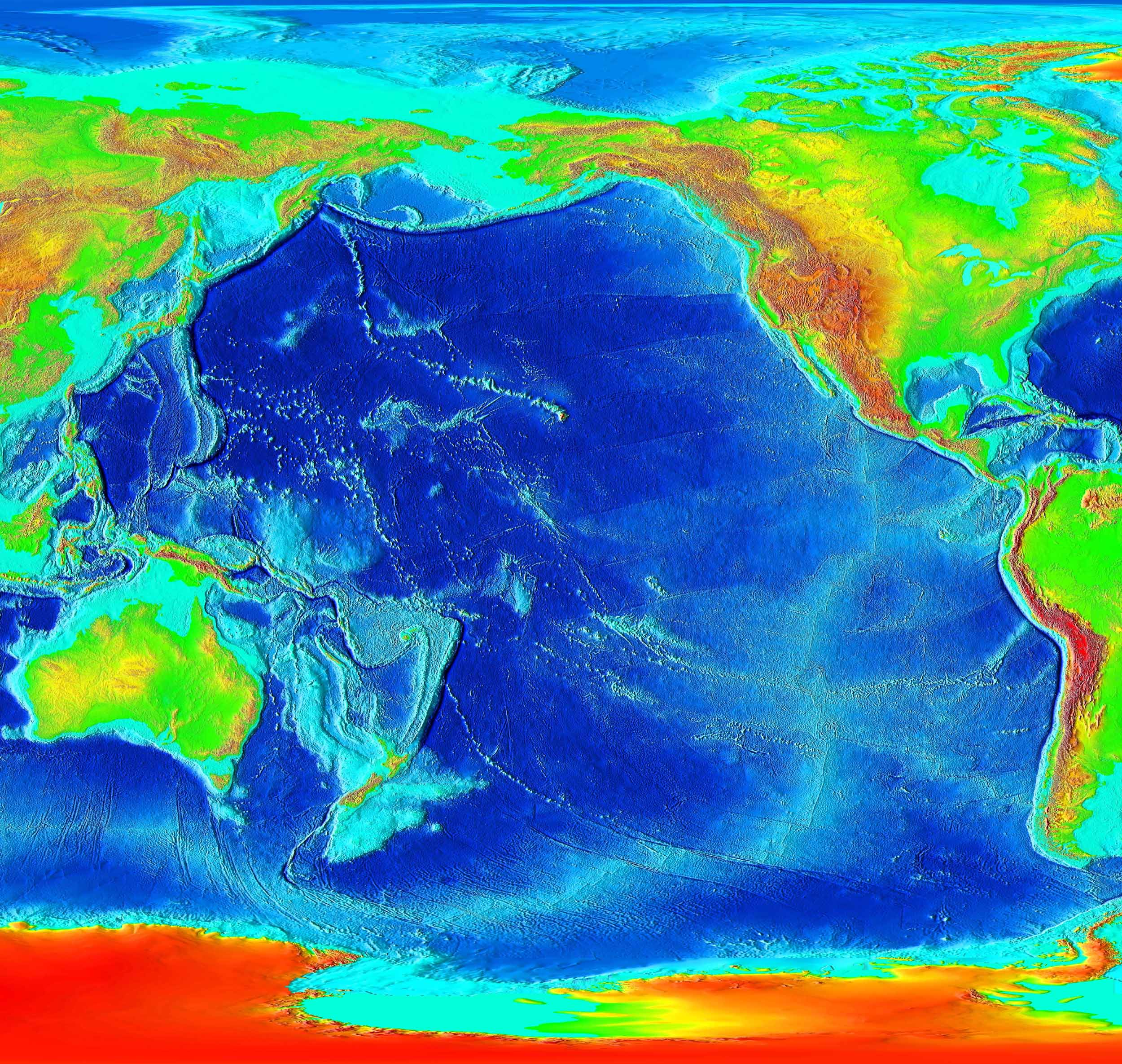
Ukształtowanie dna morskiego Pacyfiku

Ukształtowanie dna Oceanu Spokojnego jest bardzo urozmaicone. Występują tam wszystkie wielkie i małe formy dna oceanicznego.
Najbardziej charakterystyczną cechą rzeźby jest obecność najrozleglejszych w oceanie światowym basenów oceanicznych i licznych rowów oceanicznych (2/3 rowów w oceanie światowym), ciągnących się wzdłuż podnóży Azji i obu Ameryk oraz wzdłuż podwodnych grzbietów z łukami wysp w zachodniej części oceanu. Najgłębsze rowy oceaniczne to: Mariański (10 911 m), Tonga (do 10 882 m), Kurylsko-Kamczacki (10 542 m), Filipiński (10 497 m), Izu-Ogasawara (9810 m) oraz Bougainville’a (9140 m).
Światowy system grzbietów śródoceanicznych przechodzi do Oceanu Spokojnego z Oceanu Indyjskiego, od Grzbietu Australijsko-Antarktycznego, którego pacyficznym przedłużeniem jest Grzbiet Pacyficzno-Antarktyczny (Południowopacyficzny), ciągnący się przez południową część dna oceanu do Krawędzi Eltanin, od której z kolei ciągnie się Grzbiet Wschodniopacyficzny, szeroki i rozległy grzbiet skręcający stopniowo na północ w kierunku Zatoki Kalifornijskiej, gdzie kończy się główny pacyficzny ciąg grzbietów śródoceanicznych. W części południowo-wschodniej dna Oceanu Spokojnego leży drugorzędny śródoceaniczny Grzbiet Chilijski, ciągnący się w kierunku południowo-wschodnim, jako przedłużenie poprzecznej do Grzbietu Wschodniopacyficznego Krawędzi Challengera – do podnóża stoku kontynentalnego Ameryki Płd.
Grzbiety śródoceaniczne Oceanu Spokojnego mają wzdłużne doliny ryftowe i są poprzecinane poprzecznie licznymi uskokami transformacyjnymi, tworzącymi długie strefy spękań (krawędzie) ciągnące się daleko w dnie sąsiednich basenów oceanicznych, zwłaszcza na zachód od Grzbietu Wschodniopacyficznego, w wielkim Basenie Północno-Wschodnim, gdzie m.in. krawędzie: Clarion, Clippertona i Galapagos mają po ok. 4 tys. km długości. Główne grzbiety śródoceaniczne dzielą dno Oceanu Spokojnego na 2 nierówne części. Mniejsza rozciąga się wzdłuż stoków kontynentalnych Ameryki i Antarktydy, obejmując kolejno baseny: Gwatemalski, Peruwiański i Chilijski, z rowami oceanicznymi wzdłuż Ameryki oraz rozległy Basen Bellingshausena, rozciągający się do stoków kontynentalnych po południowej części Chile i Antarktydy.
Poza grzbietami śródoceanicznymi, na Pacyfiku występują też inne grzbiety podmorskie. Są to grzbiety powstałe w wyniku przesuwania się płyty oceanicznej ponad tzw. „plamą gorąca”, np. Grzbiet Hawajski, Grzbiet Cesarski, wydłużone wyniesienia podmorskie zbudowane ze skorupy kontynentalnej, np. Grzbiet Carnegie, Grzbiet Norfolski lub o nieznanej genezie.
Na zachodzie i północy od głównych grzbietów rozciąga się większa część dna Oceanu Spokojnego z najgłębszymi rowami i basenami oceanicznymi, z których najrozleglejsze są baseny: Północno-Wschodni, Południowopacyficzny, Północno-Zachodni i Środkowopacyficzny.
W zachodniej części oceanu leżą mniejsze baseny: Filipiński, Zachodniomariański, Melanezyjski, Południowofidżyjski, Tasmana i wiele innych. W basenach tych jest kilka wyraźnych, monotonnych równin abisalnych, największe występują na dnie Basenu Południowopacyficznego (na wschód od Nowej Zelandii) oraz w Basenie Bellingshausena (Równina Amundsena) i Basenie Północno-Wschodnim (m.in. równiny Równina Aleucka i Tuftsa).
Inną, charakterystyczną cechą dna Oceanu Spokojnego jest wielka liczba wzniesień podwodnych, głównie pochodzenia wulkanicznego, w postaci łańcuchów gór wulkanicznych o prostolinijnym przebiegu, lub grzbietów w kształcie łuku, zwieńczonych wyspami, z przyległymi po zewnętrznej stronie głębokimi rowami oceanicznymi. Ponadto na dnie Oceanu Spokojnego występują masowo gujoty – pojedyncze podwodne góry o względnej wysokości do kilku tysięcy metrów i płaskich wierzchołkach, m.in.: Góra Hendersona ze szczytem na głębokości −388 m, Góra Pattona (−662 m), szczyt Ramapo (−73 m), Góra Orne'a (−29 m) oraz góry Wildera (−5 m) i Kammu (−320 m). Na dnie oceanu znajdują się także duże prowincje magmatyczne, w tym Wyniesienie Szackiego, na którym znajduje się rozległy wulkaniczny Masyw Tamu (−1980 m).
W międzyzwrotnikowej części oceanu występują atole i wyspy koralowe oraz bariery koralowe wzdłuż łańcuchów wysp lub na szelfach, m.in. największa tego typu formacja, Wielka Rafa Koralowa, położona na szelfie u północno-wschodnich wybrzeży Australii na Morzu Koralowym.
Stoki kontynentalne w Oceanie Spokojnym są strome, zwłaszcza te, które wznoszą się nad rowami oceanicznymi, a na niektórych odcinkach mają kształt stopni osuwiskowo-tektonicznych i często są pocięte kanionami podmorskimi. Szelfy zajmują niewielką część dna Oceanu Spokojnego, ich szerokość wynosi od kilkudziesięciu kilometrów u wybrzeży Ameryki do 700–800 km w morzach: Beringa, Wschodniochińskim, Południowochińskim, a krawędzie szelfu znajdują się na głębokości 150–200 m, jedynie u wybrzeży Antarktydy 500 m. Geograficznie morza szelfowe należą do oceanu, natomiast pod względem budowy geologicznej dna, stanowią nierozłączną część kontynentu, do którego przylegają.

## Geologia

Płyty tektoniczne Ziemi

Wokół Oceanu Spokojnego ciągnie się „pacyficzny pierścień ognia”; jest to najbardziej aktywny sejsmicznie rejon świata. Występują tu liczne erupcje wulkaniczne i trzęsienia ziemi, które powodują fale tsunami. Występuje tam aż 81% wszystkich trzęsień oraz 90% aktywnych wulkanów.
Centralną część Oceanu Spokojnego stanowi oceaniczna skorupa ziemska zbudowana ze skał magmowych o składzie zbliżonym do bazaltu, czyli skorupa oceaniczna. Wiek skorupy oceanicznej rośnie od strefy ryftu w centralnej części grzbietu śródoceanicznego, gdzie ona powstaje, w stronę otaczających kontynentów. Grzbiety śródoceaniczne oraz występujące w nich doliny ryftowe są poprzecinane poprzecznie licznymi strefami rozłamu – uskokami transformacyjnymi, które powodują ich rozsuwanie na wiele setek kilometrów.
Rozległe połacie dna pokryte są głównie czerwonym iłem głębinowym, wapiennym mułem otwornicowym, promienicowym (radiolariowym) lub okrzemkowym. Miąższość tych osadów wynosi średnio 300–400 m, rosnąc od grzbietów śródoceanicznych w stronę lądów, a w rowach oceanicznych dochodzi do 2–3 km. Duże miąższości osadów występują również w strefie równikowej, co jest związane z wysoką produktywnością wód powierzchniowych w tym rejonie. Najstarsze z poznanych dotychczas osadów Pacyfiku pochodzą z okresu górnojurajskiego i występują w zachodnich częściach oceanu.
Bazaltowa skorupa oceaniczna jest odgraniczona od skorupy kontynentalnej tzw. linią andezytową, ciągnącą się wzdłuż rowów oceanicznych i łuków wysp okalających Ocean Spokojny. Z linią tą, poza zmianą składu chemicznego magmy, wiąże się występowanie stref sejsmicznych (stref Benioffa). Teoria tektoniki płyt interpretuje to zjawisko jako efekt subdukcji, czyli podsuwania skorupy oceanicznej wzdłuż tej linii pod skorupę kontynentalną; wielkie naprężenia powodowane przez ten ruch rozładowywane są przez trzęsienia ziemi.

## Historia

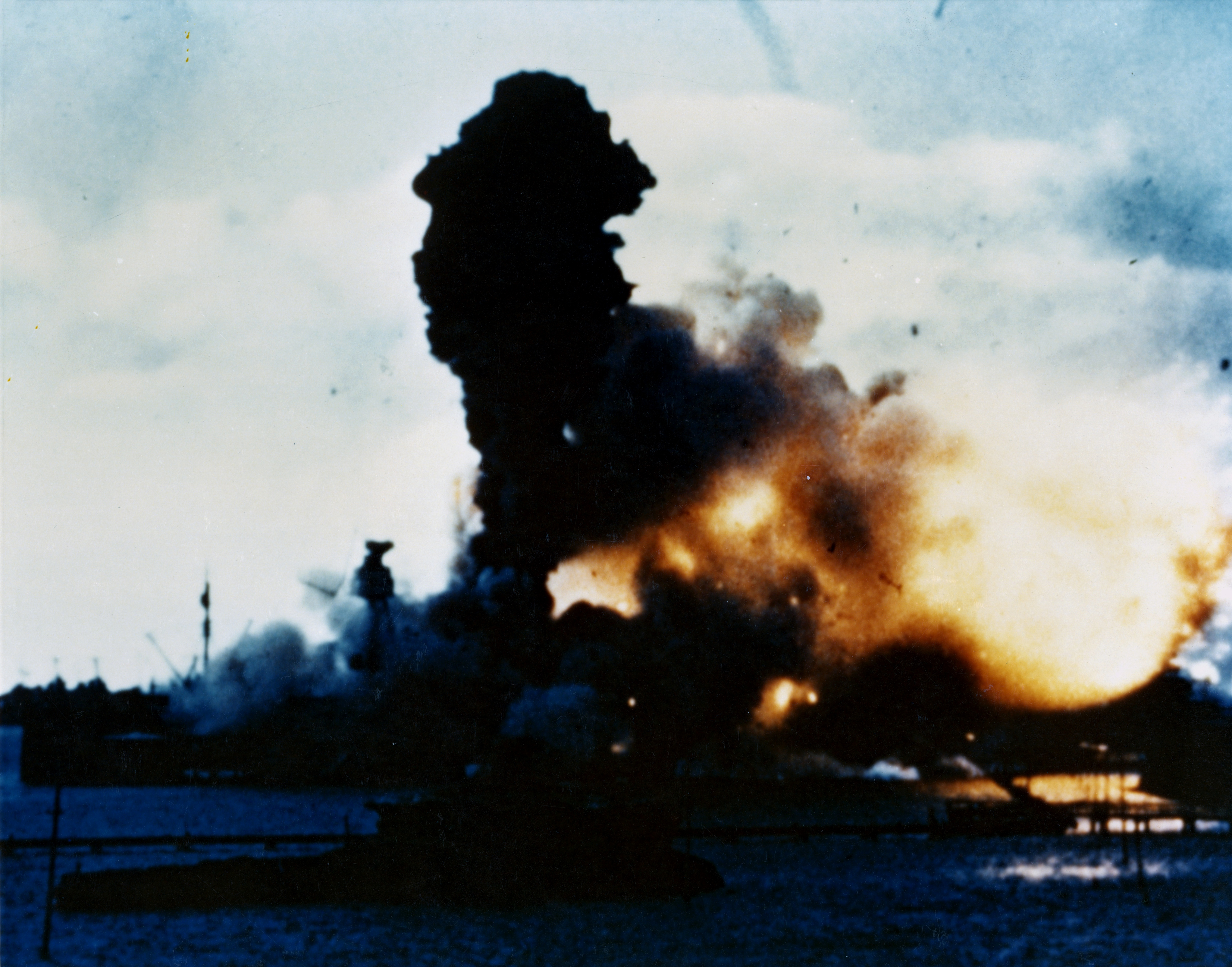
Eksplozja USS Arizona w czasie ataku na Pearl Harbor

Już w czasach prehistorycznych przodkowie dzisiejszych Polinezyjczyków podróżowali po tym oceanie. Wyruszywszy prawdopodobnie z Azji, dotarli na Tahiti, a następnie na Hawaje i Wyspę Wielkanocną. Najpóźniej została zasiedlona Nowa Zelandia. Według niektórych badaczy podróżowali oni w kierunku odwrotnym, zgodnym z kierunkiem wiatrów i prądów morskich, czyli z Azji wzdłuż brzegów do Ameryki Południowej w kierunku Hawajów i na pozostałe wyspy.
Pierwszym udokumentowanym Europejczykiem, który zobaczył Pacyfik, był Vasco Núñez de Balboa, który dotarł na jego brzeg 23 września 1513. Kolejnym był Ferdynand Magellan w trakcie swojej wyprawy. Potem systematycznie Hiszpanie korzystali z tego akwenu, docierając w 1564 z Meksyku do Filipin pod dowództwem Legazpiego. Przez długi czas żaden Europejczyk nie przepłynął oceanu w kierunku przeciwnym. Do końca XVI wieku wpływy hiszpańskie przeważały w tym rejonie, a statki docierały na Nową Gwineę i Wyspy Salomona. W XVII wieku to Holendrzy zaczęli nadawać prym odkryciom i handlowi, np. Abel Tasman, który dotarł do Tasmanii i Nowej Zelandii w 1642 r. Później wiele wysp odkrył James Cook w służbie brytyjskiej, a w XIX wieku znaczący wkład do wiedzy oceanograficznej został dokonany przez wyprawy HMS Beagle w 1830, HMS Challenger w 1870, USS Tuscarora (1873–1876) i niemiecką Gazelle (1874–1876). W czasie drugiej wojny światowej na Pacyfiku stoczono wiele zaciekłych i krwawych bitew, w których główne role odegrały siły zbrojne Japonii i Stanów Zjednoczonych.
Po wojnie wiele byłych kolonii uzyskało niepodległość.
Obecnie podejmowane są próby eksploatacji dna oceanicznego, lecz największym problemem są tutaj duże głębokości utrudniające prace. Jedynie u wybrzeży Australii i Nowej Zelandii wydobywane są ropa naftowa i gaz ziemny. W Japonii, Papui-Nowej Gwinei, Nikaragui, Panamie i na Filipinach zbiera się dużej wielkości perły, ale ostatnimi czasy notuje się duży spadek ich wielkości.
Największym bogactwem wód Oceanu Spokojnego są ryby. Poławia się tutaj znaczne ilości śledzi, łososi, sardynek, lucjanowatych, miecznika i tuńczyka, jak i skorupiaków.

## Klimat
Tylko wnętrze Australii pozostaje poza wpływem klimatycznym Oceanu Spokojnego, w którego obrębie występuje pięć znacząco różnych stref klimatycznych: okołobiegunowa, umiarkowana, podzwrotnikowa, zwrotnikowa oraz równikowa. Zarówno w północnych, jak i południowych średnich szerokościach geograficznych strumienie powietrza z zachodu powodują spore różnice temperatur w różnych porach roku. Bliżej równika równomiernie wiejące pasaty zapobiegają dużym wahaniom temperatury stabilizując ją na poziomie 21–27 °C przez cały rok.
Region monsunowy leży w zachodniej części oceanu pomiędzy Japonią a Australią. Dla tej strefy klimatycznej charakterystyczne są wiatry wiejące z wnętrza kontynentu do oceanu w zimie, zaś w lecie w kierunku przeciwnym. Konsekwencją jest zauważalna sezonowość zachmurzenia i opadów. Częste tajfuny powodują wiele strat w zachodniej i południowo-zachodniej części oceanu. Z największą częstotliwością występują one w trójkącie między Japonią, centralnymi Filipinami, a wschodnią Mikronezją.

Góra Fudżi w Japonii
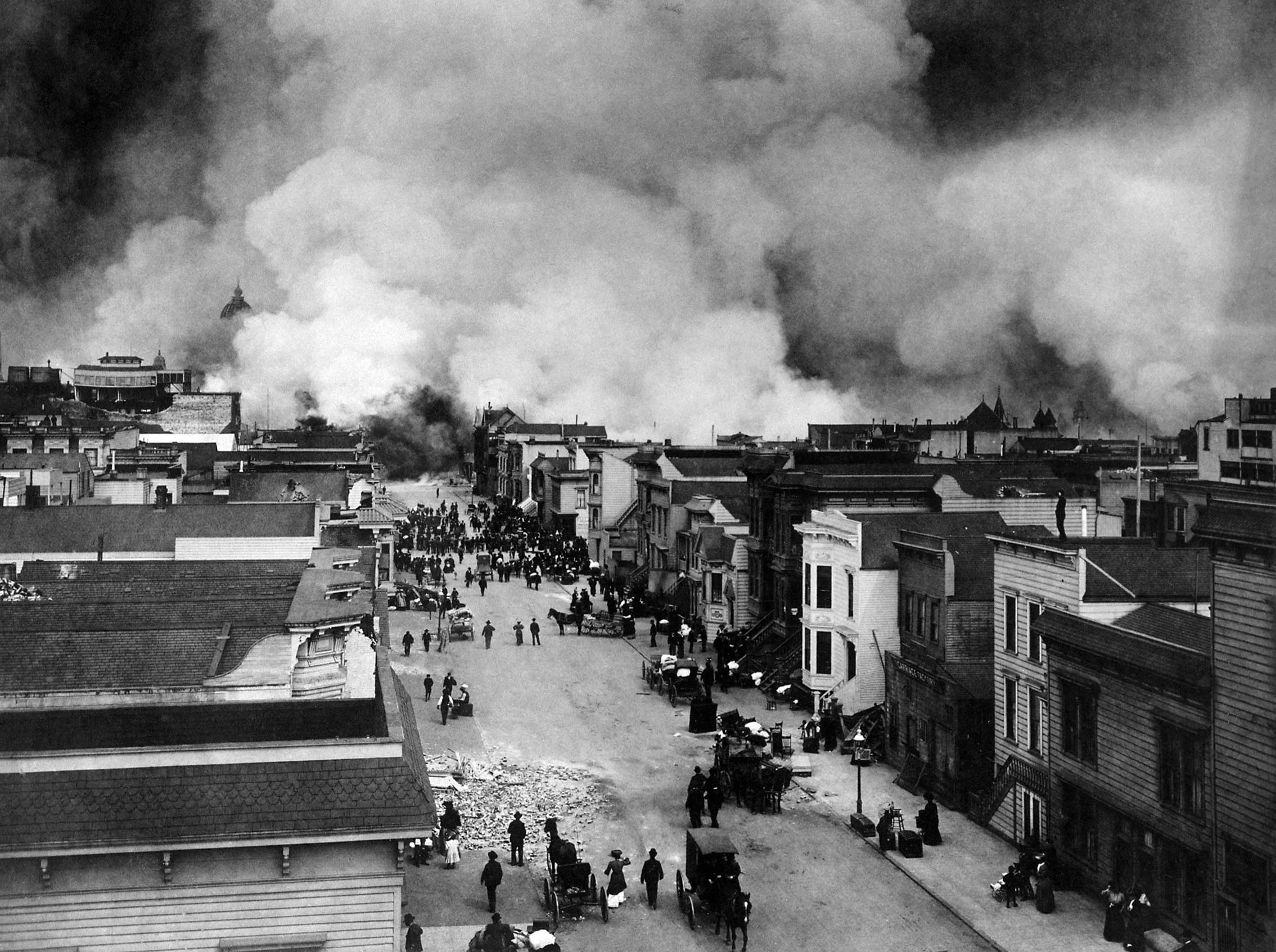
Pożary po trzęsieniu ziemi w San Francisco z roku 1904
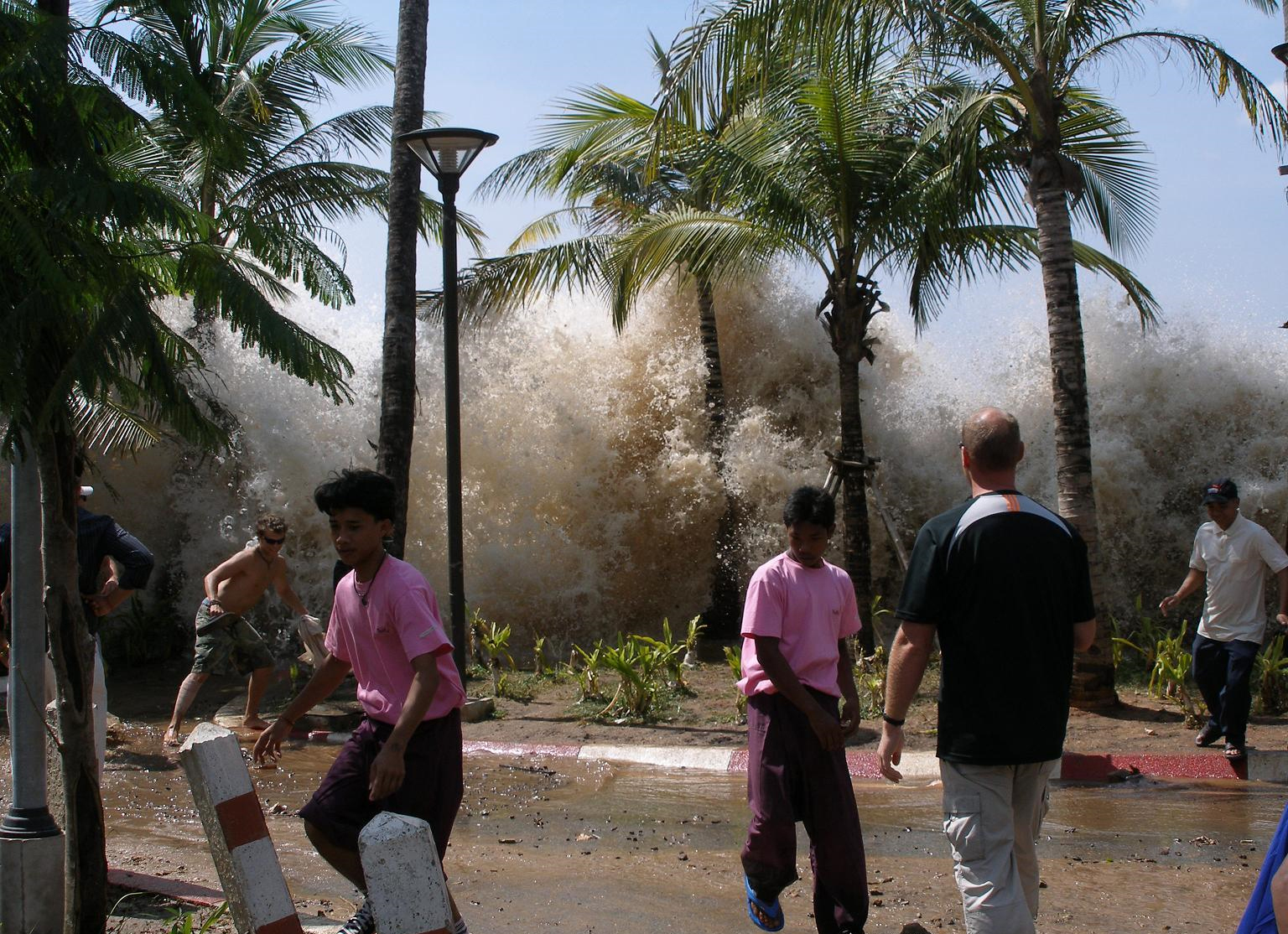
Tsunami z roku 2004
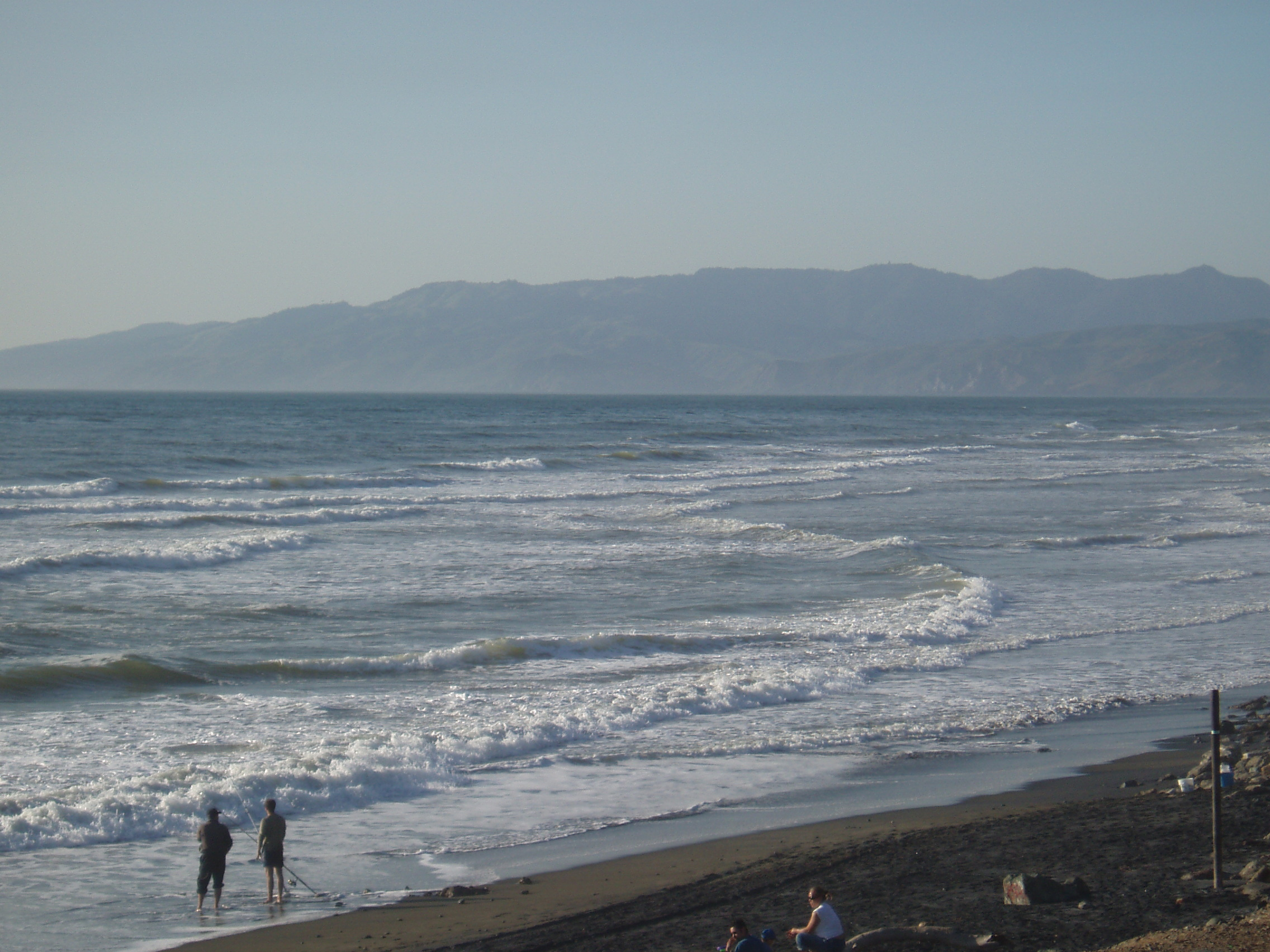
Wybrzeże Oceanu Spokojnego w pobliżu San Francisco
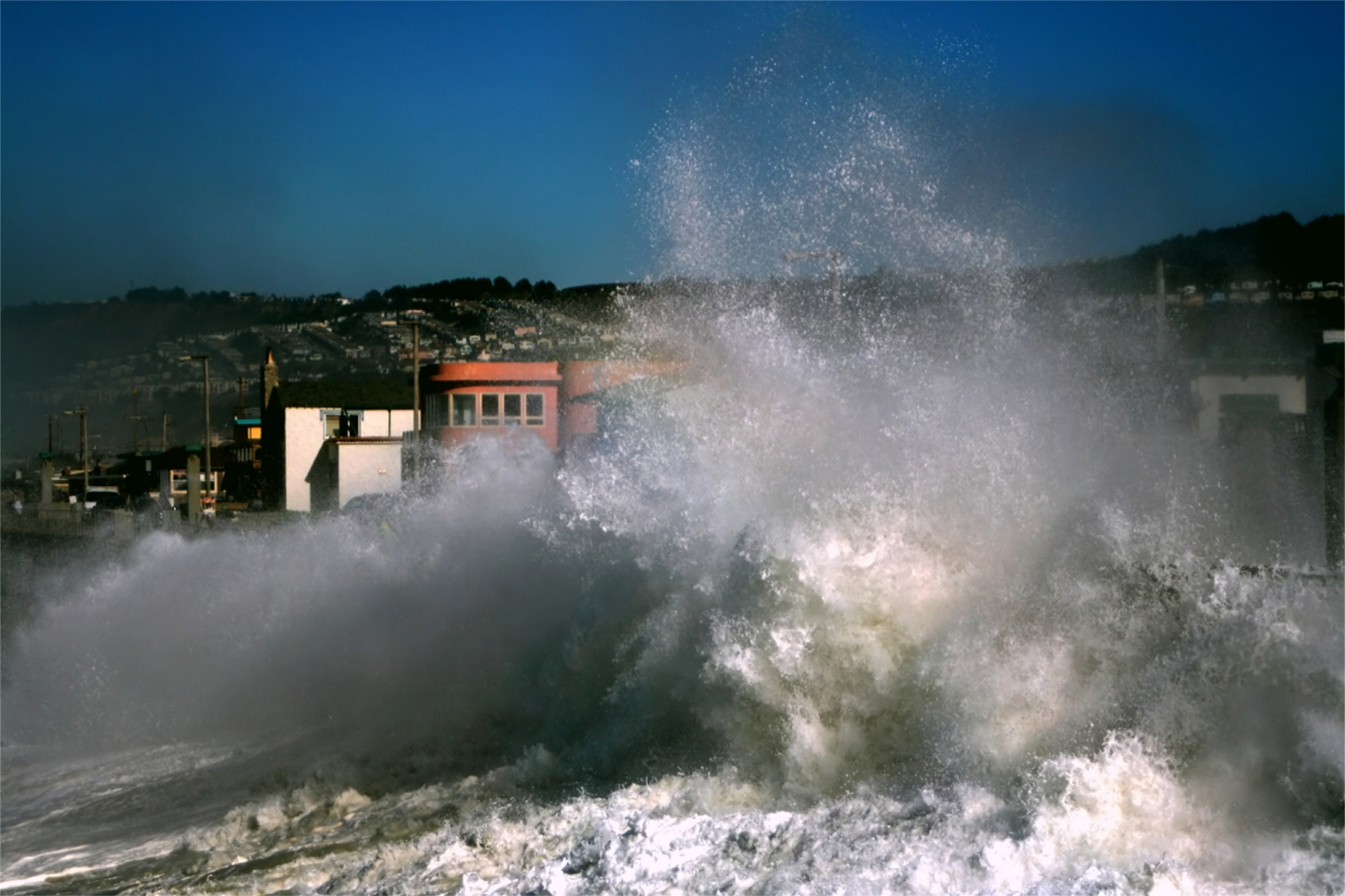
Sztorm na Pacyfiku
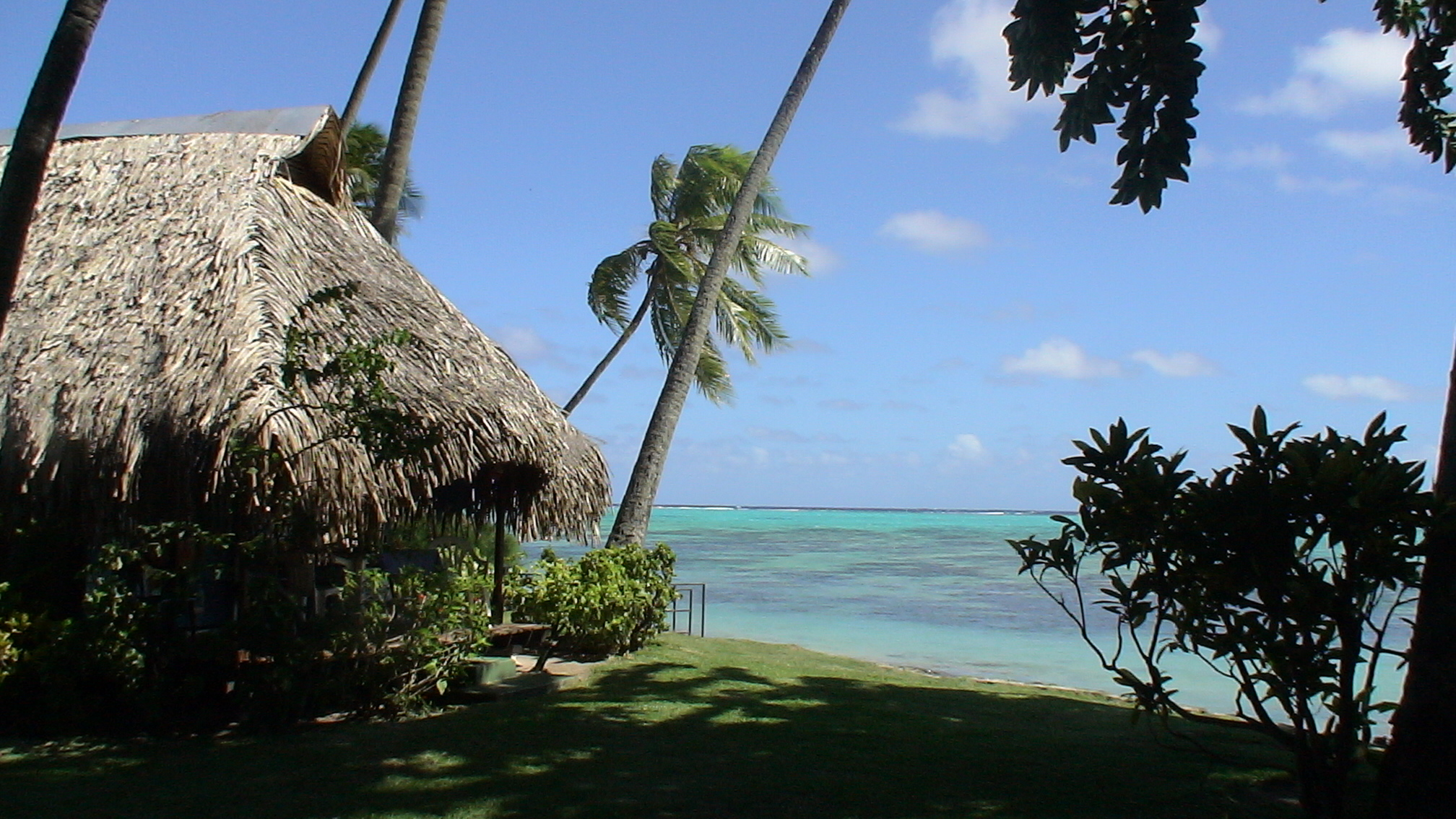
Wybrzeże Tahiti
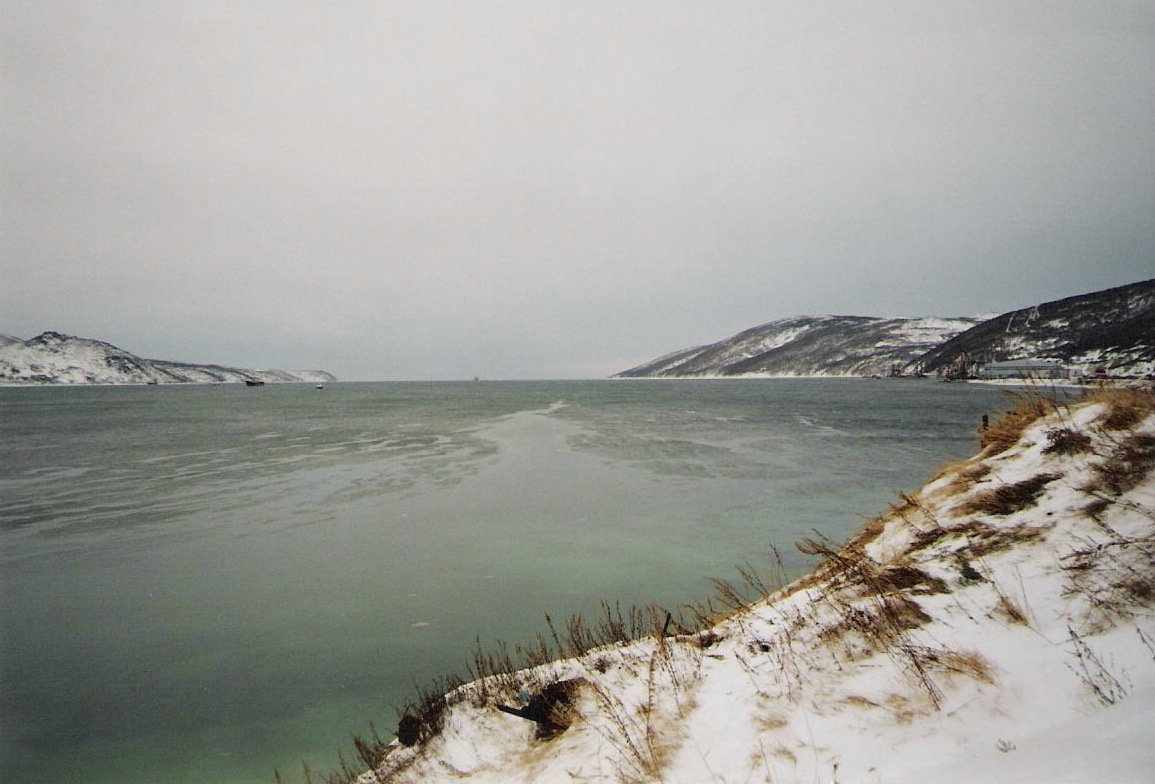
Morze Ochockie niedaleko Magadanu
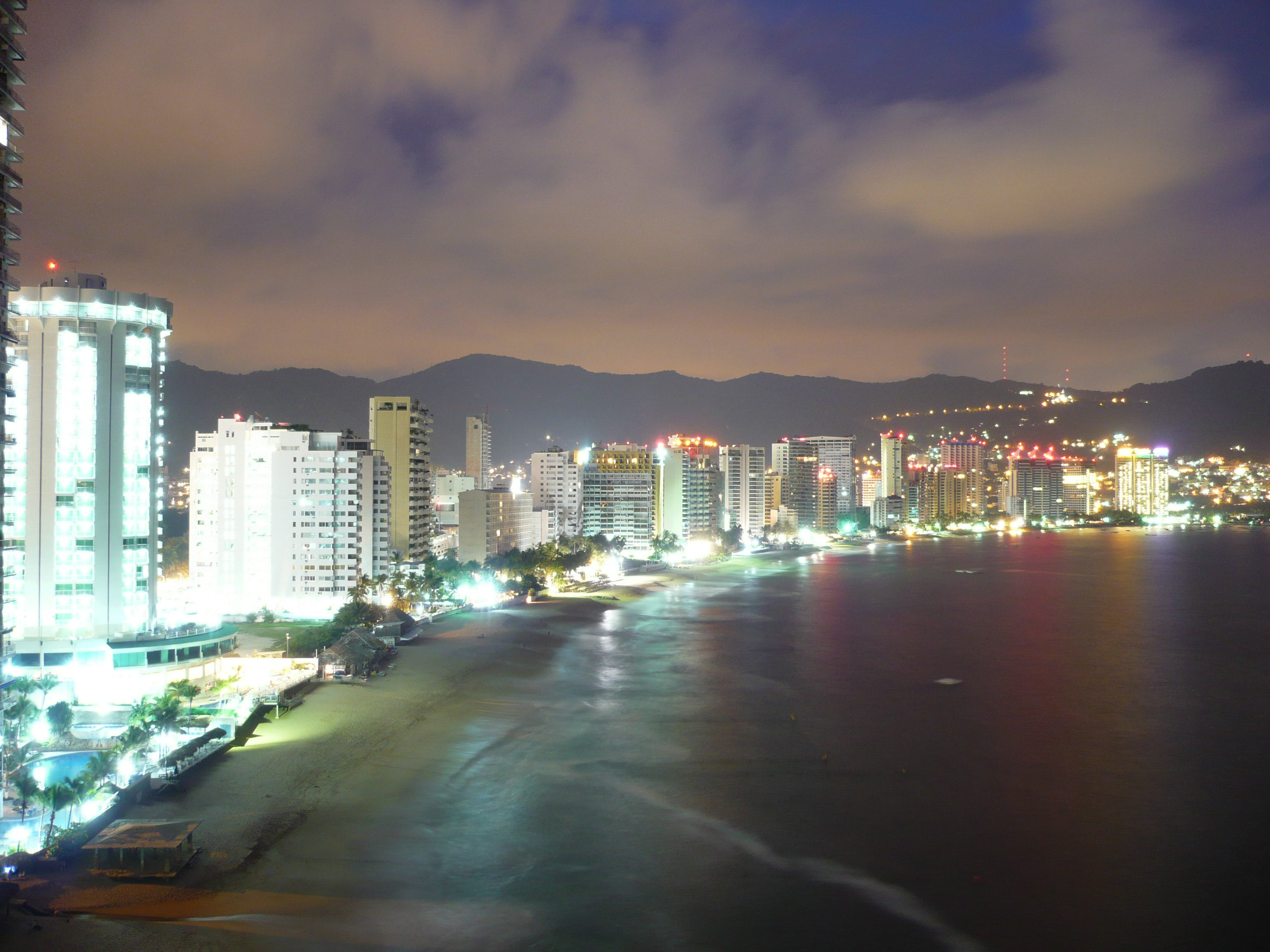
Acapulco nocą
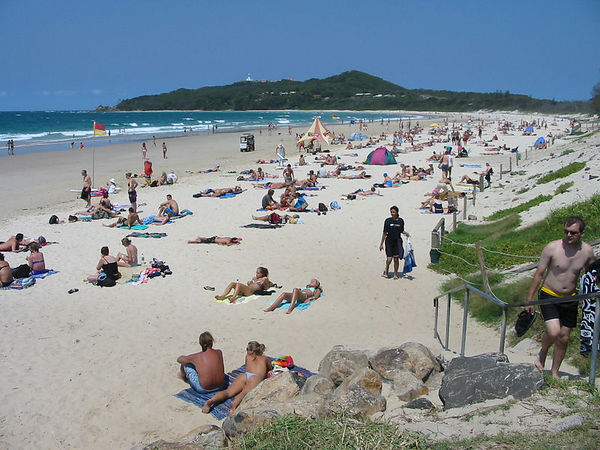
Plaża w Sydney
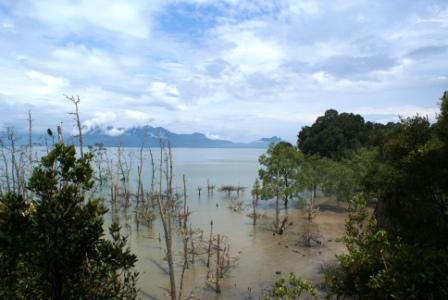
Park Narodowy Baku na Borneo
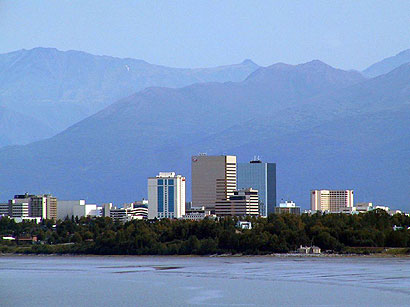
Anchorage na Alasce
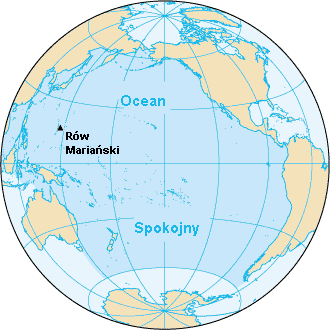

## Państwa położone nad Oceanem Spokojnym
| - Australia - Brunei - Chile - Chiny - Ekwador - Fidżi - Filipiny - Guam - Gwatemala - Honduras - Indonezja - Japonia - Kambodża - Kanada - Kiribati - Kolumbia | - Korea Południowa - Korea Północna - Kostaryka - Malezja - Mariany Północne - Meksyk - Mikronezja - Nauru - Nikaragua - Niue - Nowa Kaledonia - Nowa Zelandia - Palau - Panama - Papua-Nowa Gwinea - Peru | - Pitcairn - Polinezja Francuska - Tajwan - Rosja - Salwador - Samoa - Samoa Amerykańskie - Singapur - Stany Zjednoczone - Tajlandia - Timor Wschodni - Tokelau - Tonga - Tuvalu - Vanuatu - Wallis i Futuna | - Wietnam - Wyspy Cooka - Wyspy Marshalla - Wyspy Salomona |

## Główne porty
| - Acapulco, Meksyk - Anchorage, Stany Zjednoczone - Antofagasta, Chile - Arica, Chile - Auckland, Nowa Zelandia - Bacolod, Filipiny - Bangkok, Tajlandia - Batangas, Filipiny - Bluff, Nowa Zelandia - Brisbane, Australia - Buenaventura, Kolumbia - Pusan, Korea Południowa - Cabo San Lucas, Meksyk - Cagayan de Oro, Filipiny - Callao, Peru - Cebu City, Filipiny - Chacabuco, Chile - Ch’ŏngjin, Korea Północna - Đà Nẵng, Wietnam - Dalian, Chiny - Davao, Filipiny - Ensenada, Meksyk - Esmeraldas, Ekwador - Guayaquil, Ekwador - Hajfong, Wietnam - Ho Chi Minh, Wietnam - Hongkong, Chiny - Honolulu, Stany Zjednoczone - Iloilo, Filipiny - Inczon, Korea Południowa - Iquique, Chile - Jayapura, Indonezja - Jokohama, Japonia - Kaohsiung, Tajwan - Keelung, Tajwan - Kitimat, Kanada - Kobe, Japonia - Kuala Terengganu, Malezja - Laem Chabang, Tajlandia - Long Beach, Stany Zjednoczone - Los Angeles, Stany Zjednoczone | - Lyttelton, Nowa Zelandia - Manila, Filipiny - Manta, Ekwador - Manzanillo, Meksyk - Mazatlán, Meksyk - Melbourne, Australia - Nampo, Korea Północna - Newcastle, Australia - Oakland, Stany Zjednoczone - Panama, Panama - Portland, Stany Zjednoczone - Portoviejo, Ekwador - Prince Rupert, Kanada - Puerto Montt, Chile - Puerto Vallarta, Meksyk - P’yŏngt’aek, Korea Południowa - Qingdao, Chiny - San Antonio, Chile - San Diego, Stany Zjednoczone - San Francisco, Stany Zjednoczone - Seattle, Stany Zjednoczone - Shenzhen, Chiny - Singapur, Singapur - Songkhla, Tajlandia - Sydney, Australia - Szanghaj, Chiny - Tacoma, Stany Zjednoczone - Taizhong, Tajwan - Talcahuano, Chile - Tauranga, Nowa Zelandia - Tiencin, Chiny - Tijuana, Meksyk - Tokio, Japonia - Tumaco, Kolumbia - Valparaíso, Chile - Vancouver, Kanada - Victoria, Kanada - Władywostok, Rosja - Xiamen, Chiny - Yantai, Chiny - Zamboanga, Filipiny |